# Koni (Côte d'Ivoire)
Pour les articles homonymes, voir Koni.
Koni est une commune située au nord de la Côte d'Ivoire dans la région des Savanes.